# Formiche della Zanca
Les Formiche della Zanca ont un groupe d'îlots et de rochers plus petits qui affleurent au large de la côte nord-ouest de l'île d'Elbe, dans la commune de Marciana, face au promontoire de Punta della Zanca. Ils sont situés dans les eaux entre le sud-est de la mer de Ligurie et le canal de Corse.

### Sources de traduction
- (it) Cet article est partiellement ou en totalité issu de l’article de Wikipédia en italien intitulé « Formiche della Zanca » (voir la liste des auteurs).